# Cédric Joly
Pour les articles homonymes, voir Joly.
Cédric Joly est un céiste français né le 25 janvier 1995 à Sarlat-la-Canéda.
Aux Championnats d'Europe de slalom 2018, il est médaillé d'or en canoë monoplace par équipes. Aux Championnats d'Europe de slalom 2019, il est médaillé d'argent en canoë monoplace par équipes. Il remporte la médaille d'or en slalom individuel aux Championnats du monde de slalom 2019. Il a aussi remporté deux fois les Championnats du Monde junior (2012 et 2013 en individuel), les Championnats d'Europe junior (2013) et les Championnats d'Europe -23 ans (2018). 
Il étudie à Sciences Po Rennes.